# 竊肉龍屬
竊肉龍屬（學名：Sarcolestes）又譯肉盜龍，是一屬早期的甲龍亞目恐龍，生存於侏羅紀中期的英格蘭的牛津泥層，約1億6500萬年前。
模式種是利氏竊肉龍（S. leedsi），是由理查德·莱德克（Richard Lydekker）於1893年所描述、命名，但當時只根據一些化石碎片材料。正模標本（編號BMNH R2682）包括一個左下頜骨頭。牠最初被認為是吃肉的恐龍，故其屬名意為「偷肉者」。後來的化石處理過程，發現了骨頭上附有牙齒，是預備替換的牙齒，因此發現牠們屬於植食性恐龍，而被歸類於劍龍科。在1983年，彼得·加爾東（Peter Galton）將其歸類於結節龍科。最近竊肉龍多被視為甲龍亞目的位置不明屬，狀態為疑名。

## 外部連結
- DinoRuss有關竊肉龍的介紹 （页面存档备份，存于）